# Schulhof Izsák
R. Jichak ben Zalman ben Mose Schulhof ha-Lévi, közismert magyaros nevén Schulhof Izsák (Prága, 1645–1648 között – Prága, 1733. január 9.) zsidó tudós, rabbi, aki átélte és később leírta Buda 1686-os ostromát.

## Életrajzi adatok[1]
Apja, Zalman ben Mose szintén rabbi és prágai dajján (a rabbinikus bíróság tagja) volt. Efrájim ha-Kóhén rabbinál tanult, majd feleségül vette annak kisebbik lányát, Esztert. 1666-ban költözött Budára apósával együtt, akinek 1678-as halála után átvette a közösség szellemi vezetését. Buda 1686-os ostroma alatt ő maga és fia fogságba estek, feleségét pedig megölték. A túlélők 72 holttestet tudtak azonosítani, köztük Eszterét - a wormsi Memorbukh őrzi emléküket. Az ostrom másnapján, szeptember 3-án (a zsidó naptár szerint 5446. elul 14-én) Samuel Oppenheimer, a befolyásos bécsi udvari zsidó két megbízottja, Szender (Alexander) Süsskind Tauszk / Taussig, és egy titokzatos, ismeretlen úrnő pénzért és egy korsó borért kiváltotta a fogságból, a váltságdíj összegét pedig Lazarus Hirsch, stomfai zsidó állta. Megmenekülésének emlékét családja „Schulhof Purim”-ként ünnepelte meg minden évben. Szabadulása után először Nikolsburgba, majd Prágába ment, ahol újra megnősült. A balszerencse azonban tovább kísérte, egy 1689-ben bekövetkezett tűzvészben mindenét elvesztette. 1733. január 19-én (5493. tévét 22-én) halt meg Prágában.

## Művei[5]
Schulhof Izsák magáról az ostromról és családja haláláról héber nyelvű emlékiratában, a Megillat Ofenben, és két gyászénekben – Kína (Gyász-ének), Kína gedola al hurbán Oven (Nagy gyász-ének Buda pusztulására) – emlékezik meg. Bár leírásai helyzetéből adódóan nem teljesen elfogulatlanok, kiegészítve más rendelkezésünkre álló forrásokkal, például a győztesek beszámolóival, részletes képet kapunk a budai zsidók helyzetéről a török uralom utolsó két évtizedében és közvetlenül Buda ostroma után. Műveinek külön értéket ad, hogy a magyar történelem egy sokat tárgyalt és ünnepelt szakaszát egy merően más aspektusból, a zsidó kisebbség szemszögéből is megismerhetjük.

## Gyász-ének (Kína)
Schulhof Izsák két verses gyászéneket írt Buda 1686-os ostromáról. Ezek közül a Gyász-ének (Kína) elsősorban életrajzi adatokat és a költő családjának személyes tragédiáját tárja az olvasók elé, általános történelmi adatokat azonban nem tartalmaz. A műhöz fűzött jegyzetben megindokolja, hogy fia emlékére írta azon célból, hogy halála évfordulóján minden évben elmondhassa, és bocsánatot nyerjen bűneiért.

## Nagy-gyászének Buda pusztulására (Kína gedola al hurbán Oven)[7]
Ellentétben a Gyász-énekkel, ez a költemény sok érdekes történelmi és kultúrtörténeti adatot tartalmaz, amelyek kiegészítik hasonló témájú harmadik művét, a Megillat Ofent. A művel szerves egységet alkot a kora újkori héber siratóműfaj hagyománya szerinti terjedelmes bevezetés és kommentár, amely a bonyolult szimbolikát magyarázza, és rejtett adatokat tár az olvasó szeme elé, így feltétlenül szükséges az értő olvasáshoz. A vers a cento- költészet mintájára szinte végig néhány szavas bibliai idézetekből épül fel, főleg a Siralmak könyvéből és a Zsoltárokból merítve. Alfabetikus vers: az 1-22. versszakig a versfők a héber ábécé betűit adják ki, ezenkívül az 1-7. versszakig el van benne rejtve a szerző aláírására („Én, Jichak, tanítónk, R. Zalman úr fia, ha-Lévi.”) és a város nevére való utalás is („Bőrünk, mint a kemence, megfeketedett.”). A számmisztika segítségével is el van benne rejtve több információ, mint például a szerző beceneve, az évszám és a város neve. A versből és a hozzá fűzött kommentárból megtudhatjuk továbbá azt is, hogy Budának abban az időben (minimum) két zsidó közössége is volt: egy szefárd és egy askenáz rítusú. Heti rendszerességgel három különböző, egész éjen át tartó tanulókör működött (hétfőn, szerdán és csütörtökön), és a közösség rendszeresen pénzzel támogatta a szentföldi szegényeket tanulmányaikban, sőt, az 1683-ban Bécs alatt ejtett zsidó foglyokért is 2000 tallér váltságdíjat fizettek. A fentiekből látszik, hogy a viszonylag nagy létszámú budai zsidók milyen élénk közösségi életet éltek.

## Budai Krónika (Megillat Ofen)[9]
A harmadik, könyvnyi terjedelmű prózai művét, a Budai Krónikát, valószínűleg a Nagy Gyász-ének után írta. A héber „megillá” szó ’tekercs’-et jelent, ez lehet utalás egyrészt a bibliai Eszter könyvére (Megillat Eszter), másrészt a bibliai Siralmakra is (Megillat Ékha), mivel mindkét bibliai könyv önálló tekercs formájában maradt ránk. Schulhof Izsák ebben a művében egy erősen idealizált képet fest a 17. századi török uralomról, és bár végtelen tisztelettel ír a Habsburg császárról (lásd az állandóan visszatérő áldásformulát), Buda visszavétele számára a lehető legnagyobb tragédia volt. Művét mindjárt az elején azzal kezdi, hogy valóságos tejjel-mézzel folyó Kánaánként mutatja a 17. századi török Budát, ahol teljes a béke, minden nagyon olcsó és könnyen beszerezhető. Az akkori élet árnyoldalai, melyek a már hanyatlásnak induló török uralom alatt bőven voltak, egyáltalán nem jelennek meg. Ennek oka az, hogy a török uralom alatt valóban viszonylag jó sorsa volt a zsidó közösségeknek. Bár egyéb korlátozások mellett többek között a nem muszlimokra vonatkozó különadó rájuk is vonatkozott, olyan szintű megkülönböztetés, mint sok keresztény uralmú országban, ahol számos megaláztatás mellett a zsidóüldözés is igen gyakori volt abban a korban, nem volt jellemző. Ennek az idillnek Schulhof szerint egyértelműen gr. Thököly Imre vetett véget, akinek féktelen pusztítása lobbantotta fel a császár haragját, és indította arra, hogy háborúba szálljon a törökkel. Részletesen ír nemcsak az 1686-os ostromról, hanem az azt megelőző 1683-as és 1684-es háborúról, és az akkor még sikertelen budai ostromról is, amely azonban az 1686. június 18-ától szeptember 2-áig tartó ostrom sikerével zárult. Leírásából kiderül, hogy két téves riadó után csak kevés török védő volt az állásokban, és a harmadik riadónak már nem akartak hinni. Schulhof családjával együtt a zsinagógában tartózkodott az ostrom idején. Részletesen és megrendítően írja le, hogyan szakadt el az általános zűrzavarban családjától, és hogy maga miként menekült meg szinte csodával határos módon.[3]

## Primer források
- Gyász-ének (Kína) in: Shlomo J. Spitzer–Komoróczy GézaÍ: Héber kútforrások Magyarország és a magyarországi zsidóság történetéhez a kezdetektől 1686-ig (Budapest: MTA Judaisztikai Kutatócsoport–Osiris Kiadó, 2003.), pp. 829–830. (magyar fordítás: Dr. Komoróczy Szonja Ráhel)
- Nagy-gyászének Buda pusztulásáért (Kína gedola al hurbán Oven) in: Shlomo J. Spitzer–Komoróczy Géza: Héber kútforrások Magyarország és a magyarországi zsidóság történetéhez a kezdetektől 1686-ig (Budapest: MTA Judaisztikai Kutatócsoport–Osiris Kiadó, 2003.), pp. 831–851. (magyar fordítás: Dr. Komoróczy Szonja Ráhel)
- Budai krónika. 1686; héberből ford. Jólesz László(wd), utószó Szakály Ferenc; Magyar Helikon, Bp., 1979 (Bibliotheca historica)
- Budai krónika. 1686; héberből ford. Jólesz László, utószó Szakály Ferenc; 2. jav. kiad.; Magyar Helikon, Bp., 1981 (Bibliotheca historica)

## További szakirodalom
- Shlomo J. Spitzer – Komoróczy Géza, Héber kútforrások Magyarország és a magyarországi zsidóság történetéhez a kezdetektől 1686-ig (Budapest: MTA Judaisztikai Kutatócsoport – Osiris Kiadó, 2003.), pp. 827, 846–847.
- Szakály Ferenc, Aki a török Budát elsiratta (Schulhof Izsák emlékirata), in: Schulhof Izsák, Budai Krónika (Helikon Kiadó, 1979.), pp. 59–86.
- Komoróczy Géza, A zsidók története Magyarországon, vol. 1 (Pozsony: Kalligram Kiadó, 2012), pp. 536, 545–555, 558–560.
- Baruch Yaron, „Schulhof, Isaac”, in: Encyclopaedia Judaica, XIV. (Jerusalem: Keter Publ., 1972), coll. 1004–1005.